# Palaeoloxodon naumanni

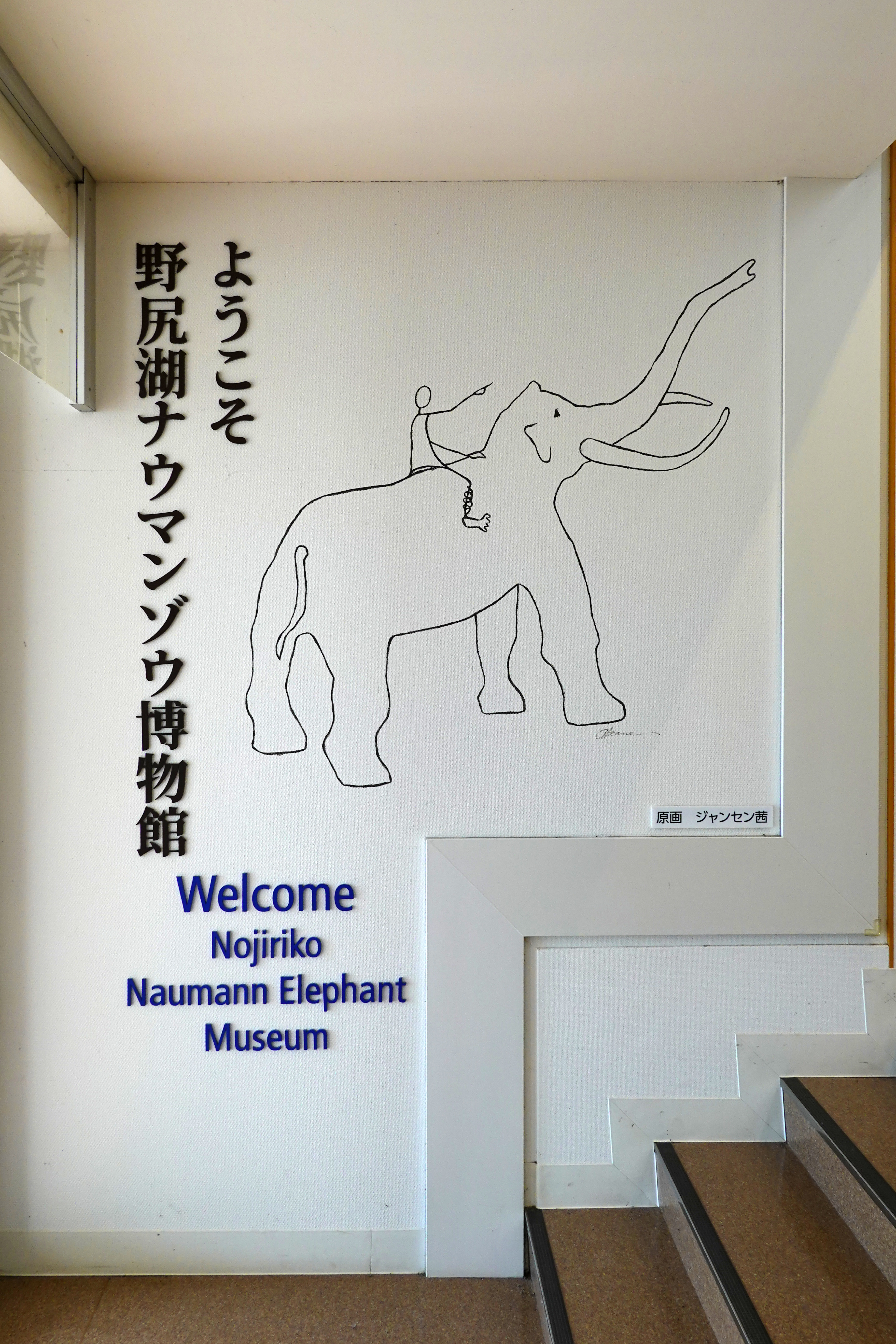
Gravura de um Palaeoloxodon naumanni no Museu de história natural em Shinano

Palaeoloxodon naumanni, também conhecido como elefante-de-Naumann, é uma espécie extinta de elefante pertencente ao gênero Palaeoloxodon que era nativa do arquipélago japonês durante o Pleistoceno Médio. Recebeu o nome do geólogo alemão Heinrich Edmund Naumann em 1881.